# Hapoel Ironi Kirjat Šmona FC
Hapoel Ironi Kirjat Šmona Football Club, (hebrejsky מועדון כדורגל הפועל עירוני קרית שמונה), je izraelský fotbalový klub. Sídlí v severoizraelském městě Kirjat Šmona, které má 23 000 obyvatel. Vznikl roku 2000 sloučením dvou starších klubů, Hapoelu Kirjat Šmona a Maccabi Kirjat Šmona.

## Historie
Největšího úspěchu ve své historii klub dosáhl v sezóně 2011/12, kdy nečekaně vyhrál izraelskou ligu. Do evropských pohárů se klub prvně podíval v sezóně 2008/09, kdy v Poháru UEFA v prvním předkole vyřadil černohorský FK Mogren, aby vypadl ve druhém předkole s bulharským Litexem Loveč. Po vítězství v izraelské lize klub hrál i Ligu mistrů. Vyřadil MŠK Žilina i ázerbájdžánský Neftçi Baku, ale do základní skupiny Ligy mistrů mu zahradil cestu FK BATE Borisov. Vypadnutí ve čtvrtém předkole znamenalo nicméně postup do základní skupiny Evropské ligy, kde Hapoel skončil na 4. místě, když uhrál dva body, za remízy s pražskou Spartou a Athleticem Bilbao.